# Meulebeke
Meulebeke è un comune belga di 11 078 abitanti, situato nella provincia fiamminga delle Fiandre Occidentali, famoso per avere dato i natali a Karel van Mander.